# Archidiocèse d'Esztergom-Budapest
L'archidiocèse d'Esztergom-Budapest (en latin : archidioecesis Strigoniensis-Budapestinensis ; en hongrois : Esztergom-Budapesti Főegyházmegye) est une église particulière de l'Église catholique en Hongrie. Il est situé dans le nord du pays, autour des villes de Budapest et d'Esztergom. Les sièges jumeaux de l'archidiocèse sont la cathédrale Saint-Adalbert d'Esztergom et la basilique Saint-Étienne de Pest. Le saint protecteur en est Adalbert de Prague. L'archéveque d'Esztergom-Budapest est également détenteur du titre de primat (hercegprímás) de Hongrie. L'archevêque actuel est Péter Erdő, également président de la conférence épiscopale hongroise.

## Histoire
L'acte de Ravenne, signé par le pape Sylvestre II en 1001, fonde l'archidiocèse d'Esztergom sous Étienne Ier de Hongrie. Son siège était la cathédrale Saint-Adalbert d'Esztergom et son saint protecteur Adalbert de Prague. L’archevêque d'Esztergom était le détenteur du titre de primat (hercegprímás) de Hongrie. À la suite du traité de Trianon, son territoire est réduit à son étendue actuelle. Le reste devint partie des structures catholiques de la Tchécoslovaquie puis de la Slovaquie actuelle. L'archidiocèse d'Esztergom devient le 31 mai 1993 l'archidiocèse d'Esztergom-Budapest.

## Archevêques
- Liste des archevêques d'Esztergom

## Évêques originaires du diocèse
- László Kiss-Rigó (1955), évêque de Szeged-Csanád.

## Province ecclésiastique
L'archevêque métropolitain d'Esztergom-Budapest est à la tête de la province ecclésiastique d'Esztergom-Budapest qui couvre, outre l'archidiocèse lui-même, les deux diocèses suffragants de Györ et de Székesfehérvár. Jusqu'en 2015, l'Éparchie de Hajdúdorog de l'Église grecque-catholique hongroise était également suffragant d'Esztergom avant d'être elle-même élevée au rang d'archéparchie métropolitaine.

## Source
- Cet article est partiellement ou en totalité issu de l'article intitulé « Archidiocèse d'Esztergom » (voir la liste des auteurs).